# Paracladura imanishii
Paracladura imanishii är en tvåvingeart som beskrevs av Tokunaga 1938. Paracladura imanishii ingår i släktet Paracladura och familjen vintermyggor. Inga underarter finns listade i Catalogue of Life.